# Bruce Greenwald
Pour les articles homonymes, voir Greenwald.
Bruce Corman Norbert Greenwald, né le 15 août 1946, est un économiste et professeur d'économie. Il enseigne à l'université Columbia et est directeur de recherche au FirstEagle Funds. Le New York Times le considère comme un « gourou des gourous de Wall Street » et lui est reconnue une certaine autorité en matière d'action dépréciée.

## Biographie
Bruce Greenwald effectue sa scolarité au Massachusetts Institute of Technology, où il obtient son doctorat d'économie en 1978. Il dispose d'un Master of Public Administration de l'université de Princeton.
Il est l'un des auteurs de Value Investing: from Graham to Buffett et Beyond and Competition Demystified: A Radically Simplified Approach to Business Strategy. 